# Piñon Hills (Kalifornija)
Piñon Hills je naseljeno područje za statističke svrhe u američkoj saveznoj državi Kalifornija. Prema popisu stanovništva iz 2010. u njemu je živjelo 7.272 stanovnika.